# NGC 6919
NGC 6919 este o galaxie situată în constelația Microscopul. A fost descoperită în 2 septembrie 1836 de către John Herschel. Se află la o distanță de 79,07 de megaparseci de Pământ.